# Catedral de Luanda
La catedral de Luanda, també coneguda en portuguès com Igreja da Nossa Senhora dos Remédios, és la catedral de l'Arquebisbat de Luanda, a Angola.

## Història
La construcció de l'església de Nossa Senhora dos Remédios, localitzada a l'antiga ciutat baixa de Luanda, fou iniciativa dels comerciants i habitants locals per competir amb els edificis religiosos de la ciutat alta. Les obres foren començades en 1651 o 1655 i acabaren en 1679, any en què fou inaugurada solemnement pel bisbe D. Manuel da Natividade. L'església fou construïda per substituir dues petites capelles anteriorment existents al local, la capella de l'Esperit Sant i la capella del Cos Sant.
L'església era de planta rectangular amb una nau; a l'entrada hi havia tres portes amb petits frontons i, a la part superior de la façana, hi havia un frontó triangular gran amb volutes als vèrtexs i un elaborat òcul. A cada costat de la façana hi havia dos campanars amb cuculles piramidals.
En 1716 la seu de la Diòcesi d'Angola i Congo fou transferida de São Salvador do Congo a Luanda, el que eventualment portà la Igreja dos Remédios a transformar-se en catedral. En 1877 es trobava en ruïnes, sendoi fou restaurada entre 1880 i 1900. En aquella època va adquirir la seva aparença actual, amb tres portes i frontó corb a la façana.
En 1949 fou declarada immoble d'interès públic, quan encara era part de l'Imperi Portuguès.